# Электропоезд серии 500 сети Синкансэн
Электропоезд серии 500 сети Синкансэн — тип высокоскоростных электропоездов, эксплуатировавшихся компанией JR West на линиях Токайдо-синкансэн (1997—2010 гг.) и Санъё-синкансэн (с 1997 г.). Поезда были рассчитаны на скорость до 320 км/ч, но фактически развивали 300 км/ч. В 2010 году их вывели из эксплуатации на маршрутах «Нодзоми», после чего модернизировали для использования на местных маршрутах «Кодама» между станциями Син-Осака и Хаката.
Поезд в 1998 году получил 41-ю Голубую ленту Железнодорожной организации.

## Конструкция
Каждый тяговый двигатель трёхфазного переменного тока в данном поезде имеет выходную мощность в 285 киловатт, или 275 киловатт в варианте W2. Все вагоны в поезде имеют системы тяги, из-за чего общая выходная мощность составляет 18,24 мегаватта или 25000 лошадиных сил, или 17,6 мегаватта в варианте W2.
Для уменьшения избыточного шума, который создаётся волной сжатого воздуха при выходе из тоннеля, было решено сделать острый нос, по аналогии со сверхзвуковыми авиалайнерами типа Конкорд, у головных вагонов, со скосом, идущим на 15 из 27 метров по длине вагона.

## Переназначение
С постепенным увеличением количества электропоездов серии N700, назначенных на маршруты Нодзоми, 500-я серия на маршруте была сокращена всего лишь на два возвратных маршрута между Токио и Хакатой после изменения расписания с 15 марта 2008 года. Пять из девяти составов будут сокращены до 8-вагонных и отправлены на маршруты Кодама на Санъё-синкансэн, заменяя электропоезда нулевой серии. Первый модернизированный 8-вагонный состав был показан прессе 28 марта 2008 года. Все пассажирские салоны были сделаны некурящими, хотя были установлены отсеки для курения.

## Эксплуатация
В коммерческой эксплуатации конструкционная скорость не достигалась. После капитального ремонта срок службы электропоезда продлён. В 2015 году один из 8-вагонных поездов был оформлен в стиле аниме Evangelion (серии исполнялось 20 лет, а действие разворачивается как раз в 2015 году). В таком виде поезд ходил до 2016 года. Кроме того, один из головных вагонов был передан в музей, который открылся в 2016 году.